# Noeeta crepidis
Noeeta crepidis är en tvåvingeart som beskrevs av Erich Martin Hering 1936. Noeeta crepidis ingår i släktet Noeeta och familjen borrflugor. Inga underarter finns listade i Catalogue of Life.